# إيفان ريمارينكو
إيفان ريمارينكو (مواليد 7 أغسطس 1988) هو لاعب جودو إماراتي-مولدوفي المولد،شارك في 3 ألعاب أولمبية.